# کلیسای رونشان
عبادتگاه نوتردام دو هوی رونشان (به فرانسوی: Chapelle Notre-Dame-du-Haut de Ronchamp) واقع در فرانسه، یکی از شناخته‌شده‌ترین نمونه کارهای معمار سوئیسی، لو کوربوزیه است که در سال ۱۹۵۴ تکمیل گردیده و یکی از مهم‌ترین بناهای معماری و مذهبی قرن بیستم به‌شمار می‌آید. این کلیسا که در فاصله سال‌های ۱۹۵۰ تا ۱۹۵۵ ساخته شد اثری تندیس‌واره است و نشان از موقعیت محلی و عملکرد مذهبی دارد.

## تصویر کلی
لوکوربوزیه دربارهٔ روند شکل‌گیری فکر این کلیسا این چنین می‌نویسد:
ایده‌ها در مغز من متولد می‌شوند و در مدت زمانی نا معین بی هدف اند و توسعه می‌یابند. بر فراز تپه، من با دقت چهار افق را رسم کردم، آن‌ها تنها چهار عدد بودند. در شرق سایت، بالون د آلزاس قرار داشت، در جنوب یک دره قرار دارد، در غرب دورنمای دشت ساون قرار داشت و در شمال آن، یک دره کوچک و یک دهکده قرار گرفته بود؛ ولی این ترسیم‌ها فاقد ارزش بود. جون آن‌ها نحوه پیوند معماری، بازتاب صدا و انعکاس بصری فرم‌ها را نشان نمی‌دادند.
پدر بلاد دربارهٔ این کلیسا می‌گوید:
البته که دیری که به‌وجود آمده زیباست و تمامی مطالبی که گفته شد، نشانه‌های این زیبایی است. این دیر نشان می‌دهد که زندگی نماز گزاران و راهبان، به فرم‌های سنتی وابسته نیست و می‌توان میان این زندگی و معماری مدرن که نشان داده استعدادهای برتری نسبت به نمونه‌های قبلی داراست، هماهنگی برقرار کرد.
در بسیاری از موارد، کلیسا سمبل کارهای دقیق و سنجیده لوکوربوزیه است. اصول معماری دهه ۱۹۲۰ او می‌رود تا جای خود را به ساختارهای مبهم و متناقض بدهد. او می‌کوشد تا یک طرح بی پایان و بی‌قاعده را به‌وجود آورد و به جای جوابهای آماده، سوالهایی نو را مطرح سازد.

## مقر
بنا بر زمینی مسطح بالای یک تپه قرار دارد و مسیر دسترسی به آن از پایین تپه در سمت جنوب شرقی آن سایت قرار دارد. بخش غربی مسیر با درختان محصور است و از جبهه غربی سطح صاف بالای تپه به آن وارد می‌گردد. در فاصلهٔ زیادی از قسمت شرقی سایت، درختان جنگل لبه شرقی سایت را به‌وجود آورده‌اند. در میان این تپه پردرخت، سطح صاف و کوچکی در جبهه غربی آن قرار گرفته که دارای چشم‌اندازهایی به اطراف و خصوصاً سمت جنوب است.

## طراحی
این سازه عمدتاً از بتن ساخته شده‌است و نسبتاً کوچک است و توسط دیوارهای ضخیم محصور شده‌است. در فضای داخلی، فضاهای باقی مانده بین دیوارها و سقف پر از پنجره‌های شفاف است و همچنین نور نامتقارن از دهانه دیوار، به تقویت بیشتر ماهیت مقدس فضا و تقویت ارتباط ساختمان با محیط اطراف کمک می‌کند. نورپردازی در فضای داخلی ملایم و غیرمستقیم است. از جذاب‌ترین وجوهِ این طراحی، پنجره‌های پراکنده و جا داده شده در دیوارهاست. لو کوربوزیه سوراخ‌های کوچکی در نما ایجاد کرد که نور را در داخل این کلیسا، به‌وسیلهٔ مخروطی کردن پنجره‌ها یا همان حفره‌های دیوار، تقویت کند. هر کدام از دیوارها با قاب‌های پنجره‌های متفاوت می‌درخشند، که در پیوستگی با دیوارهای تماماً سفید، خصوصیات دیوارهای درخشان و نقطه‌گذاری شده را از طریق تشدید نور مستقیم ارائه می‌دهد.